# 岩井秀一
岩井 秀一（いわい しゅういち、1953年9月29日 - ）は、日本の実業家。大広代表取締役社長や、同社代表取締役会長、日本広告業協会副理事長を務めた。

## 人物・経歴
1977年大広入社。2005年執行役員。2006年取締役兼執行役員。2011年取締役専務執行役員。2012年から代表取締役社長を務め、販売促進システムの共同開発などを進めた。2013年日本広告業協会副理事長。2014年大広代表取締役会長。2019年大広相談役。